# The Suburbs (canción)
«The Suburbs» —en español: «Los suburbios»—  es un sencillo del tercer álbum de la banda indie rock canadiense Arcade Fire The Suburbs. Fue lanzado el 1 de junio de 2010. Alcanzó el número 94 en el Canadian Hot 100.

## Video musical
Un video musical fue hecho para el sencillo y fue subido a YouTube el 22 de noviembre de 2010. El video fue dirigido por Spike Jonze.
¡En febrero de 2011, el videoblog musical Yes, We've Got a Video! fue clasificado video musical de la canción en el número 7 en sus 30 mejores videos de 2010. El video fue elogiado como «una inquietante visión retorcida de las inseguridades, las frustraciones y el miedo que puede venir con la vida suburbana aparentemente inocente».

## Lista de canciones
Todas las canciones escritas y compuestas por Arcade Fire.

| N.º | Título        | Duración |  |
| 1.  | «The Suburbs» | 5:14     |  |

| N.º | Título         | Duración |  |
| 1.  | «Month of May» | 3:50     |  |

## Posicionamiento en listas
| Listas (2011)                   | Mejor posición |
| ------------------------------- | -------------- |
| Bélgica (Flandes) (Ultratop 50) | 60             |
| Bélgica (Valonia) (Ultratop 50) | 65             |
| Canadá (Canadian Hot 100)       | 94             |